# Colasposoma rufimembris
Colasposoma rufimembris é uma espécie de escaravelho de folha do Senegal, descrito por Pic em 1942.